# موریس دویل (بازیکن فوتبال)
موریس دویل (انگلیسی: Maurice Deville؛ زادهٔ ۳۱ ژوئیهٔ ۱۹۹۲) بازیکن فوتبال اهل لوکزامبورگ است.
از باشگاه‌هایی که در آن بازی کرده‌است می‌توان به باشگاه فوتبال آلمانیا آخن، باشگاه فوتبال کایزرسلاوترن، و باشگاه فوتبال زاربروکن اشاره کرد.
وی همچنین در تیم‌های ملی فوتبال زیر ۲۱ سال لوکزامبورگ و لوکزامبورگ بازی کرده‌است.